# 大塚朋之
大塚 朋之（おおつか ともゆき、1965年（昭和40年）5月10日 - ）は、日本の政治家。栃木県芳賀郡益子町長（4期）。
益子町にある陶器販売専門店「もえぎ」（本店及び城内坂店）の跡継ぎであったが、益子町町長に就任した。
また「益子町の新しい町おこしの祭り」である「土祭」を開催運営した。

## 来歴
1965年（昭和40年）5月10日、
栃木県芳賀郡益子町の陶器販売専門店「大塚平八商店」（現在の「もえぎ」本店及び城内坂店）を経営していた大塚家の長男として生まれる。
栃木県立真岡高等学校を卒業後、明治大学政治経済学部政治学科に入学する。
東京で学生をしていた頃はバブル経済真っ只中の時代であったため就職の引く手は数多あり「職業選択の自由」を謳歌できる状況にあった。世界の難民を助けるような大きな仕事をしてみたい、という「大きな夢」も持っていたという。
ところが明治大学を卒業する頃に、益子町で「大塚平八商店」を営んでいた祖父が病で倒れてしまう。父親は別の会社を独自に経営していたため、病床の祖父から「店はお前に任せる」と懇願された。
祖父からのいきなりの「跡継ぎ指名」に困惑し戸惑いもしたが、悩んだ末に、祖父の遺言であるなら生きているうちに安心させてやろうと、明治大学を卒業後「大塚平八商店」を正式に継いだ。
ところがその後、祖父が快復し元気になり家業に復帰した。「話が違う」「策略だったのか」「迫真の縁起だったら拍手もの」と思いながらも、その後、祖父と共に「大塚平商店」を経営し、仕事と経営のの仕方を教わった。
1995年（平成7年）、「大塚平八商店」から店名を「もえぎ」に改称し、「株式会社もえぎ」代表取締役に就任。
そのかたわら、益子町消防団部長（第一分団第一部）、益子町商工会青年部部長、益子焼販売店協同組合理事長を歴任した。
そして「もえぎ」の経営も順調に発展し、更なる展開を準備していたころ、東京にいた朋之の次弟（大塚平八家次男）と下の弟（大塚平八家三男）が「兄の店を手伝いたい」と申し出て、「もえぎ」の経営に参加するようになった。
こうして兄弟3人で「もえぎ」の経営を盛り上げていこうとした矢先に「青天の霹靂」の出来事が起こる。

### 益子町町長に
2006年（平成18年）、3期目を務めていた益子町前町長の平野良和が「長期政権はよろしくない」と、突然の辞意を表明した。
突然の出来事に益子町民は皆驚いたが、それなら次の町長は誰に？という話になった。そして朋之が参加していた益子町の消防団や祭り仲間たちが「朋之、お前がやれ」と勝手に盛り上がり始めた。
しかし店の経営もあるし、と丁重に断っていたのだが、とりあえず選挙に出るだけでも、と流される形で、「まるで担がれた神輿」のように、同年4月9日投開票の益子町長選挙に無所属で出馬し、大塚を含む4人が立候補し、真岡市や茂木町との合併問題も孕んだ乱戦を制して、益子町町長に初当選した。
祝福の中で、「一緒に「もえぎ」を発展させたい」と意気込んでいた次弟だけは肩を落として落ち込んでいた。しかしその後、次弟は兄・朋之の代わりに「もえぎ」社長をしっかり務め、下の弟も専務として「もえぎ」の経営に加わり、「もえぎ本店」「もえぎ城内坂店」を切り盛りし、益子町を代表する陶器販売専門店へと成長させた。
その後、真岡市と茂木町の合併が無くなったことで、益子町は財政的に困難な道を歩むことになる。そして益子町長就任後、財政健全化を推進し、益子町役場の職員数を削減。それにより、益子町は住民千人あたりの職員数が、栃木県で最も少ない市町村になった。
また2009年（平成21年）には「starnet」主宰であった馬場浩史と共に「益子町の新しい町おこし」の「祭り」となる「土祭」を立ち上げ、開催運営に尽力していった。
2010年4月11日には益子町長再選。
2014年4月13日投開票の益子町長選では、自由民主党・公明党の推薦を受け、元益子町議の長岡景介を770票差で破り、3選。2018年4月15日投開票の益子町長選で4選。
ところが2022年（令和4年）の町長選では、新型コロナ禍の最中に強引に「土祭」を開催した事が要因の一つとなり、政治仲間であった廣田茂十郎元町議に反旗を翻され、1,252票差で敗れてしまった。